# Lasionycta proxima
Lasionycta proxima es una especie de mariposa nocturna de la familia Noctuidae.
Se puede encontrar a lo largo de  Eurasia, desde España hasta Asia Oriental (el área de Amur). No está presente en el noroeste de las islas británicas. Por el norte, se encuentra hasta el círculo polar ártico. Por el sur, se encuentra desde el mar Mediterráneo y el Cáucaso hasta Mongolia.
Su envergadura es de 28-36 mm. Las polillas vuelan de junio a agosto. En algunos lugares, hay una segunda generación en octubre.
Las larvas se alimentan principalmente de Alchemilla vulgaris, Taraxacum y Artemisia, pero también se registran en Rumex crispus y Campanula.